# جیانمارکو گابیانلی
جیانمارکو گابیانلی (انگلیسی: Gianmarco Gabbianelli؛ زادهٔ ۲۰ مهٔ ۱۹۹۴) بازیکن فوتبال اهل ایتالیا است.